# Aaiha
Aaiha (arabe: ايحه) aussi appelée Aiha est un village et une municipalité libanais, dans le District de Rachaya, à près de 86 km au sud-est de Beyrouth et à moins de 8 km de la frontière avec la Syrie. Il est situé entre Rachaya et un autre village appelé Kfar Qouq. Le temple romain a été construit en Aaiha a été construit en 92 apr. J.-C.
Edward Robinson a visité Aaiha en 1852. Robinson a documenté un temple dans un bassin voisin appelé la plaine d'Aaiha. Il y a un ruisseau souterrain qui forme le lac à travers une grotte dans le nord-ouest. Robinson a comparé ce lac à celui mentionné par Flavius Josèphe sous le nom de "Phiala". Le ruisseau est connu comme la "Fontaine de l'Hasbani". Il mesure 2 km de diamètre, est circulaire et entourée de collines,. Georges Fadi Comair a déclaré "Aaiha lac formes les limites de trois pays : Liban, la Syrie et Israël". George Taylor a documenté le temple, parmi d'autres dans la région du mont Hermon.